# Sanam (Níger)
Sanam es una comuna rural de Níger perteneciente al departamento de Abala en la región de Tillabéri. En 2012 tenía una población de 68 466 habitantes, de los cuales 32 393 eran hombres y 36 073 eran mujeres.
Es una comunidad de economía agropastoral donde casi todos los habitantes son étnicamente hausas. El principal monumento del pueblo es la mezquita, construida en 1998 para el Ramadán bajo la dirección de alumnos del arquitecto Falké Barmou.
Se ubica junto al límite con la región de Tahoua, unos 50 km al este de Abala sobre la carretera RN25.